# Nhà Orontes

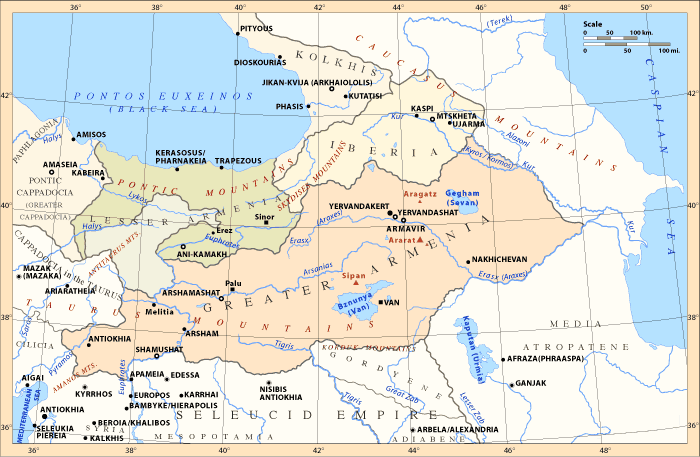
Vương quốc Armenia dưới thời nhà Orontes

Nhà Orontes (tiếng Armenia: Երվանդունիների հարստություն (Yervandownineri harstowt'yown), hoặc, được gọi bằng tên gốc của họ, Yervanduni) là triều đại đầu tiên của Armenia. Nhà Orontes thiết lập uy quyền của họ ở Armenia khoảng thời gian người Scythia và Media xâm lược vào thế kỉ 6 TCN.
Có thể có nguồn gốc từ Iran, Các thành viên của triều đại trị vì Armenia liên tục trong khoảng thời gian từ thế kỉ 6 đến thế kỉ 1 SCN. Lúc đầu là phó vương hoặc chư hầu của Media và nhà Achaemenes. Sau này là một vương quốc độc lập sau sự sụp đổ của nhà Achaemenes, và sau đó là vua của Sophene và Commagene, mà cuối cùng đã thất bại trước đế quốc La Mã.

## Bối cảnh lịch sử

Orontid Armenia in 250 BC

Tên Orontes là tên theo ngôn ngữ Hy Lạp có nguồn gốc từ Iran: Երուանդ, Eruand theo tiếng Armenia cổ. Tên này chỉ được chứng thực ở Hy Lạp.
Sự hiện diện của triều đại này đã được chứng thực từ khoảng năm 400 TCN, nguồn gốc ban đầu từ Armavir và sau đó là Yervandashat. Ngày tháng chính xác của nhà Orontes hiện vẫn đang còn là điều tranh cãi bởi các học giả nhưng đã có một sự đồng thuận rằng nó thành lập sau sự tàn phá Urartu do người Scythia và Media gây ra khoảng năm 612 TCN.

## Các vị vua nhà Orontes và phó vương của Armenia
Nhà sử học người Hy Lạp là Xenophon có đề cập đến một vị vua xứ Armenia tên là Tigranes trong tác phẩm "Cyropaedia" (Bài học về vua Cyrus) của ông. Lúc ban đầu, Quốc vương Tigranes là một đồng minh của Hoàng đế Cyrus Đại đế lúc ban đầu. Đã có thời ông phải triều cống cho vua xứ Media là Astyages. Người con trai cả của ông cũng tên là Tigranes. Khi nổ ra chiến tranh giữa hai nước Media và Babylon, vu Tigranes đã từ bỏ Hiệp ước về nhiệm vụ của mình với Đế quốc Media. Với tư cách là vị vua kế tục của Astyages, Hoàng đế Cyrus Đại Đế yêu cầu ông phải tiến hành triều cống. Năm 521 trước Công nguyên, với những rối loạn xảy ra sau cái chết của Cambyses và sự tuyên bố của Smerdis như là vua, người Armenia nổi dậy. Darius I của Ba Tư đã gửi một người Armenia tên là Dâdarši để dập tắt cuộc nổi dậy, sau đó thay thế ông bằng người Ba Tư là Vaumisa, người đã đánh bại người Armenia vào ngày 20 Tháng Năm, năm 521 trước Công nguyên. Khoảng thời gian đó, một người Armenia khác tên là Arakha, con trai của Haldita, tuyên bố là con trai của vị vua cuối cùng của Babylon, Nabonidus, và đổi tên mình thành Nebuchadnezzar IV. Cuộc nổi dậy của ông chỉ diễn ra ngắn và đã bị đàn áp bởi Intaphrenes, người mang cung của Darius.

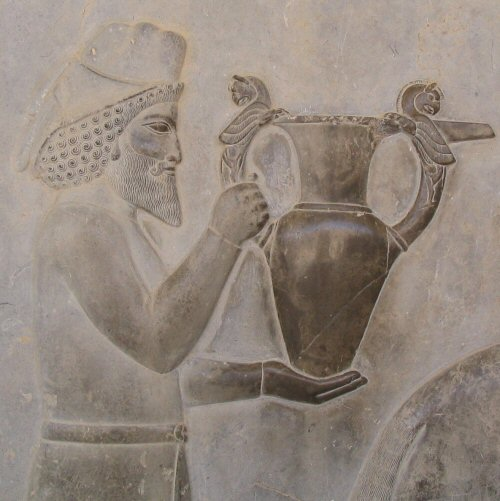
An Armenian tribute bearer carrying a metal vessel with griffin handles. Fifth century BC

Những sự kiện này được mô tả chi tiết trong văn bia Behistun. Sau khi tổ chức lại sự cai trị của Đế quốc Ba Tư, Armenia đã bị chia thành một số tỉnh. Phó vương Armenia thường xuyên kết hôn với gia đình của vua của các vị vua. Những phó vương này cung cấp binh lính cho cuộc xâm lược Hy Lạp của Xerxes năm 480 trước Công nguyên. Herodotos cho rằng những người Armenia trong quân đội của Xerxes "được trang bị như người Phrygia." Năm 401 TCN Xenophon đã hành quân qua Armenia với một đội quân lớn gồm những lính đánh thuê Hy Lạp. Xenophon đề cập đến hai cá nhân có tên Orontes, rõ ràng cả hai cùng là người Ba Tư. Một người là một nhà quý tộc và sĩ quan quân đội có địa vị cao, thuộc gia đình hoàng gia, là tướng chỉ huy thành Sardis, ông tiến hành chiến tranh chống lại Cyrus trẻ và ông đã cố gắng phản bội ông ta để đem nộp cho Artaxerxes II Memnon ngay trước trận Cunaxa nhưng đã bị bắt làm tù binh và kết án tử hình bởi một tòa án quân sự.Anabasis của Xenophon có một mô tả chi tiết đất nước này, nó cũng được ghi chép rằng là vùng đất gần sông Centrites được bảo vệ bởi phó vương của Armenia cho Artaxerxes II, mang tên Orontes, con trai của Artasyras. Tiribaz được nhắc đến là Hipparchos (Phó thống đốc) của Armenia dưới quyền Orontes, người sau này trở thành phó vương của Lydia.
Năm 401 trước Công nguyên Artaxerxes gả Rhodogoune con gái của mình cho ông. Trong hai dòng chữ được khắc cho nhà vua Antiochus I của Commagene trên đài tưởng niệm của ông tại Nemrut một Orontes, được gọi là Aroandes (con trai của Artasouras và chồng của Rhodogoune, con gái Artaxerxes), được cho là một tổ tiên của nhà Orontes cai trị Commagene, cũng như những người khác truy tìm trở lại nguồn gốc gia đình của họ với Darius I. Diodorus Siculus đề cập đến một Orontes, có thể giống nhau, rằng năm 362 trước Công nguyên giữ chức phó vương của Mysia và người lãnh đạo cuộc nổi loạn của các phó vương ở Tiểu Á đòi địa vị phù hợp nhất cho ông vì nguồn gốc cao quý của ông và lòng thù hận của ông cho nhà vua. Bị mờ mắt bởi tình yêu cho quyền lực và sự lừa gạt, ông đã phản bội và giao nộp những phó vương đồng bào của mình cho nhà vua. Tuy nhiên, ông đã nổi dậy lần thứ hai, có thể là do sự bất mãn của mình với những phần thưởng của nhà vua, và phát động nhiều cuộc tấn công, được tiếp tục trong triều đại của vua Artaxerxes III Ochus. Trong thời gian đó, ông cũng chinh phục và chiếm đóng thị trấn Pergamum, nhưng cuối cùng ông ta phải hòa giải với nhà vua. Năm 349TCN, ông đã được vinh danh bởi một sắc lệnh của người Athen với quyền công dân và một vòng hoa vàng. Nhiều tiền cổ đã được đúc bởi ông trong cuộc nổi loạn của các phó vương ở Clazomenae, Phocaea, và Lampsacus. Tất cả thành viên nhà Orontes tiếp theo đều là con cháu của ông. Darius III là phó vương Armenia tiếp theo Orontes, từ năm 344 đến năm 336 trước Công nguyên. Một đội quân Armenia đã có mặt tại trận Gaugamela dưới sự chỉ huy của Orontes và một Mithraustes. Diodorus đề cập rằng Orontes là một người bạn của tướng Macedonia, Peucestas. Armenia chính thức trở thành một phần của đế chế Macedonia, vì người cai trị của nó đã đầu hàng Alexandros Đại đế. Alexandros đã bổ nhiệm một tên thành viên nhà Orontid là Mithranes để cai trị Armenia sau thất bại của Orontes II. Với những thỏa thuận tại Babylon sau khi Alexander qua đời(323 trước Công nguyên) Armenia đã được giao cho Neoptolemos, và ông ta giữ nó cho đến khi tử trận vào năm 321 trước Công nguyên. Khoảng năm 302 trước Công nguyên, kinh đô của nó đã được chuyển từ Armavir tới Yervandashat bởi Orontes.
Bắt đầu từ 301 TCN, Armenia đã nằm trong phạm vi ảnh hưởng của đế quốc Seleukos, nhưng nó vẫn duy trì được một mức độ đáng kể quyền tự chủ, giữ lại nhà cầm quyền bản địa của nó. Theo Polyaenos, trong năm 227 trước Công nguyên, vị vua phản loạn của nhà Seleucid vua Antiochus Hierax đã ẩn náu tại vùng đất Armenia được cai trị bởi vua Arsames, người sáng lập của thành phố Arsamosata. Tới cuối năm 212 trước Công nguyên, đất nước đã bị phân chia giữa hai vị vua chư hầu của nhà Seleukos: Đại Armenia và Armenia Sophene bao gồm Commagene hoặc Armenia nhỏ. Antiochos III Đại đế, đã quyết định đàn áp các triều đại địa phương, ông ta bao vây Arsamosata. Xerxes đầu hàng và cầu xin sự khoan hồng của nhà vua, người mà ông chấp nhận là chúa tể của mình. Antiochos đã gả Antiochis, em gái của mình làm vợ Xerxes, người sau này đã ám sát Xerxes. Đại Armenia đã được cai trị bởi một hậu duệ của nhà Orontes, Hydarnes, vị vua nhà Orontes cuối cùng của Đại Armenia (Strabo xi.14.15), ông dường như đã bị chinh phục bởi Antiochus III Đại đế, người sau đó chia vùng đất này giữa tướng Artaxias (Artashes) và Zariadres (Zareh), cả hai người trong số họ sau đó đều tuyên bố là hậu duệ của nhà Orontes.

## Các vị vua nhà Orontes trong truyền thuyết Armenia
- Orontes I Sakavakyats (570-560 TCN)
- Tigranes Orontes (560-535 TCN)
- Vahagn (530-515 TCN)
- Hidarnes I (cuối thế kỉ 6th TCN)
- Hidarnes II (đầu thế kỉ 5th TCN)
- Hidarnes III (giữa thê kỉ 5th TCN)
- Ardashir (nửa sau thế kỉ 5th TCN)

## Các vị vua được công nhận và phó vương
- Orontes (401-344 TCn)
- Darius Codomannus (344-336 TCN)

### Nhà Orontes
- Orontes I (336-331 BC)
- Mithranes (331-323 BC)
- Perdiccas (non-dynastic) (323 BC)
- Neoptolemus (non-dynastic) (323-321 BC)
- Eumenes (non-dynastic) (321 BC)
- Mihran (321-317 BC)
- Orontes II (317- 300 BC)
- Sames 290 BC-260 BC (260-243 BC)
- Arsames I 260 BC-228 BC (243-226 BC)
- Charaspes
- Arsames II
- Xerxes 228 BC-201 BC (226-212 BC)
- Abdissares (212 BC)
- Orontes III (212–200 BC)
- Ptolemaeus 201 BC-163 BC
- Sự cai trị của vương quốc Seleukos (200-189 BC)
- Sự cai trị của nhà Artaxias (189-163 BC)

## Các vị vua nhà Orontes của Commagene
- Ptolemaeus 163 BC-130 BC
- Sames II Theosebes Dikaios 130 BC-109 BC
- Mithridates I Callinicus 109 BC-70 BC
- Antiochus I Theos 70 BC-38 BC
- Mithridates II 38 BC-20 BC
- Antiochus II 20 BC-20 BC
- Mithridates III 20 BC-12 BC
- Antiochus III 12 BC-17
- Cai trị bởi Roma 17-38
- Antiochus IV 38-72 và vợ, Iotapa